# Перье, Рене
Рене Перье (фр. René Perier; 1768—1807) — французский военный деятель, полковник (1807 год), участник революционных и наполеоновских войн.

## Биография
Родился в семье королевского нотариуса Франсуа Перье, сеньора Боваля (фр. François Perier, sieur de Beauval; 1739—1784) и его супруги Анны Бернье фр. Anne Catherine Bernier; 1746—). Начал военную службу 17 сентября 1792 года в 15-м батальоне волонтёров резерва и был избран сослуживцами капитаном. С 1792 по 1796 годы провёл в Северной армии. 22 сентября 1794 года в ходе первой амальгамы 15-й батальон влился в состав 163-й полубригады. 20 февраля 1796 года, в ходе второй амальгамы, 163-я полубригада стала частью 36-й полубригады линейной пехоты. Сражался в рядах Самбро-Маасской армии с 1796 по 1797 года. 30 июня 1799 года получил звание командира батальона 36-й полубригады. В составе Дунайской армии генерала Массена отличился в кампании 1799 года. 25 сентября 1799 года участвовал в переправе через Лиммат. С 1800 по 1801 годы служил в Рейнской армии под началом генерала Моро. 21 октября 1800 года был утвержён в новом звании. Сражался при Гогенлиндене и Зальцбурге. 29 августа 1803 года 36-я полубригада была включена в состав 1-й пехотной дивизии генерала Сент-Илера в военном лагере Сент-Омер. Под началом полковника Удар де Ламотта и в составе 4-го корпуса маршала Сульта Великой Армии принимал участие в Австрийской кампании 1805 года. 2 декабря отличился и был ранен в сражении при Аустерлице.
10 июля 1806 года получил звание майора и был назначен заместителем командира легендарного 18-го полка линейной пехоты полковника Равье.
14 марта 1807 года произведён в полковники и назначен командиром 55-го полка линейной пехоты, вместо полковника Сильбермана, умершего 4 марта от последствий ранения при Эйлау. Состоял с 55-м полком в 3-й бригаде Латрия де Лорансе дивизии Сент-Илера. 5 июня вместе с дивизией защищал мост в Питенене. Погиб 10 июня 1807 года в битве при Гейльсберге, сражённый пулей. Был похоронен на поле боя.

## Воинские звания
- Капитан (17 сентября 1792 года);
- Командир батальона (30 июня 1799 года, утверждён 21 октября 1800 года);
- Майор (10 июля 1806 года);
- Полковник (14 марта 1807 года).

## Награды
Легионер ордена Почётного легиона (14 июня 1804 года)
 Офицер ордена Почётного легиона (26 декабря 1805 года)